# Catlow
Catlow è un film del 1971 diretto da Sam Wanamaker.
È una commedia western statunitense con Yul Brynner, Richard Crenna e Leonard Nimoy. È basato sul romanzo del 1963 di Louis L'Amour.

## Trama
Jed e Ben hanno prestato servizio assieme durante la Guerra Civile, diventando amici. Saranno costretti a combattere l'uno contro l’altro.
Braccato da Ben, per un furto di cavalli, che si vedrà un’accusa falsa perché i cavalli erano bradi e senza marchio, ma gli allevatori, per non pagare i cowboy con un adeguato compenso, montano questa falsa accusa. Nel frattempo Jed e’ inseguito anche da un certo Miller, un killer mandato dagli stessi allevatori per ucciderlo. Jed poi ha il progetto di andare in Messico per rubare un carico d’oro portato dall’esercito su dei muli (si scoprirà attraverso un ragionamento di Ben che era oro dell’esercito confederato, trafugato dai messicani e che ora i proprietari erano gli Stati Uniti). Nel mentre sia Ben che Miller arrivano in Messico, dove Jed sta organizzando il colpo dell’oro. Jed scopre sia l’arrivo dell’amico che del killer, e in una colluttazione ferisce quest’ultimo alla gola perché cade con il corpo su una brocca rotta. Ben invece dopo essere stato imprigionato  sotto la sorveglianza di Rosita, la donna di Jed, riesce a fuggire. Durante il viaggio incontra Diego Calderon, un ufficiale messicano ferito gravemente dagli Apache, quando ormai circondati dagli stessi, vengono salvati dai soldati messicani. In seguito arrivati al forte Ben conosce la bellissima Christina Calderon, figlia del generale a capo della caserma e sorella di Diego, e i due si innamorano entrambi l’uno dell’altro. Durante una festa data in onore del presidio, arrivano i muli carichi d’oro e Jed ne approfitta per rendere inoffensivi uno per uno i soldati di scorta e riesce a impadronirsi dell’oro. Ben avendo visto l’ufficiale a capo della scorta rientrato velocemente per partecipare alla festa, capisce che Jed sta attuando il suo piano, e dopo una colluttazione con uno degli uomini di quest’ultimo, con degli spari di pistola vengono allertati tutti i soldati messicani e gli ufficiali che partecipavano alla festa. Ben viene caricato di forza da Jed sul suo cavallo, e fuggono verso il deserto, dove i soldati messicani non si sarebbero arrischiati a inseguirli con l’aiuto di un nativo americano che sapeva esserci dell’acqua. Purtroppo arrivano a un vecchio villaggio, ma lì li aspetta Rosita, che si vuole impadronire dell’oro e uccidere Jed. Ben nel frattempo scopre il tradimento di Rosita e con degli spari avverte Jed e i suoi uomini, e così Rosita viene catturata. Ma nella notte, uno degli uomini di Jed lo tradisce e si porta via armi e oro (portandosi appresso Rosita). A questo punto Ben e Jed con gli altri uomini disarmati vengono circondati dai Kiowa, e mentre stanno per essere sopraffatti arrivano i soldati messicani a salvarli (che nel frattempo avevano preso il traditore, Rosita e l’oro). Jed con altri due suoi uomini vengono portati in manette alla diligenza da Ben per essere processati negli Stati Uniti. Ma lì c’è ad aspettarli furioso Miller, che quasi privo di voce per la ferita al collo sta per uccidere entrambi, Jed e Ben reagiscono, con l’aiuto dei soldati messicani uccidono Miller, ma Ben e’ ferito e Jed liberandosi dalle manette e prendendosi il distintivo di sceriffo di Ben, promette di portare i suoi compagni al processo (anche se con certezza non lo farà), lasciando Ben alle cure amorevoli di Christina.

## Produzione
Il film, diretto da Sam Wanamaker su una sceneggiatura di Scott Finch e J.J. Griffith con il soggetto di Louis L'Amour (autore del romanzo), fu prodotto da Euan Lloyd per la Metro-Goldwyn-Mayer e girato a Sierra de Gádor, Finca El Romeral, El Buho e Tabernas in Spagna.

## Distribuzione
Il film fu distribuito negli Stati Uniti dal 1º ottobre 1971 al cinema dalla Metro-Goldwyn-Mayer con il titolo Catlow.
Alcune delle uscite internazionali sono state:
- in Svezia il 24 gennaio 1972
- in Finlandia il 17 marzo 1972 (Kuula kalloon, Catlow)
- in Germania Ovest il 23 marzo 1972 (Catlow - Leben ums Verrecken)
- nel Regno Unito il 30 marzo 1972 (Londra)
- in Portogallo il 18 aprile 1972 (Catlow)
- in Danimarca il 29 maggio 1972 (Catlow - den leende bandit)
- in Norvegia il 5 giugno 1972
- in Polonia (Aresztuje cie przyjacielu)
- in Spagna (El oro de nadie)
- in Turchia (Kanun disi yasayanlar)
- in Slovenia (Ketlov - Robin hood zahoda)
- in Brasile (No Rastro da Morte)
- in Grecia (O megalos paranomos)
- in Francia (Catlow)
- in Italia (Catlow)

## Promozione
Le tagline sono:
- "The Mexican cavalry wanted him murdered. The Apache nation wanted him massacred. Texas ranchers wanted him mangled and his only hope was a Marshal, who wanted him hanged.".
- "Everyone Wants Catlow Dead and Buried".

## Critica
Secondo il Morandini, il regista con il film "è riuscito a mettere allegramente insieme materiali di vecchio repertorio", la pellicola si pregia di un "ritmo sciolto" e di un "Brynner sorprendentemente esuberante". Secondo Leonard Maltin il film è fondamentalmente una commedia.